# Vanessa Hudson
Vanessa Hudson (Sheffield, Inglaterra, Reino Unido, 4 de dezembro de 1972) é uma política britânica, que é líder do Partido do Bem-Estar Animal, desde 2010.